# Aplocheilus blockii
Aplocheilus blockii is een  straalvinnige vissensoort uit de familie van killivisjes (Aplocheilidae). De wetenschappelijke naam van de soort is voor het eerst geldig gepubliceerd in 1911 door Arnold.
De soort staat op de Rode Lijst van de IUCN als niet bedreigd, beoordelingsjaar 2010.